# Rebecka Kärde
Rebecka Ahlberg Kärde, född 1991, är en svensk kritiker och översättare. Hon skriver kritik i Dagens Nyheter och FLM, ingick tidigare i podden Gästabudet och har varit vikarierande kulturredaktör på Arbetaren.
År 2018 tilldelades Kärde Svenska Akademiens kritikerpris. Senare samma år blev hon invald som en av fem externa ledamöter i Svenska Akademiens nya Nobelkommitté.
2021 fick Kärde Axel Liffner-stipendiet.
Kärde är bosatt i Heidelberg i Tyskland.

## Översättningar (urval)
- Graham, Lynne (2016). Hans enda drottning Lynne Graham ; översättning: Erik Norrby. Resten av vårt liv / Kim Lawrence ; översättning: Rebecka Ahlberg Kärde. Översättning: Norrby Erik, Kärde Rebecka. Stockholm: Harlequin. Libris 19363338. ISBN 9789150915693
- Carson, Anne (2017). Det oförlorades ekonomi: (Simonides från Keos läst med Paul Celan). Moly. Översättning: Kärde Rebecka och Haga Niklas. Stockholm: Bokförlaget Faethon. Libris 21593910. ISBN 9789198355697
- Utvärderingen. Översättning: Kärde Rebecka. [Stockholm]: Harlequin. 2020. Libris 7kh8d0mh51g32xmc. ISBN 9789150945690
- Kempowski, Walter (2022). Allt förgäves. Översättning: Kärde Rebecka. [Stockholm]: Albert Bonniers förlag. Libris v8kccz74smjnr7jm. ISBN 9789100194604
- Kempowski, Walter; Mogford Dan (2022). Allt förgäves [Elektronisk resurs]. Översättning: Kärde Rebecka. Albert Bonniers förlag. Libris p4xq38c0mqsswjxl. ISBN 9789100195540